# Étienne Aymonier
Étienne Aymonier, född 26 februari 1844 och död 21 januari 1929, var en fransk språkforskare och arkeolog.
Aymonier blev 1882 ståthållare och 1884 fransk resident i Kambodja, 1888 direktör för franska kolonialskolan i Paris. Aymonier har gjort sing känd som en av de förnämsta kännarna av det Franska Indokinas, främst Kambodjas, språk och kultur. Aumoniner har utgett Dictionarire français-cambodgien (1874), Dictionnaire cambodgien-français (1895), Epigraphie cambodgienne (1885), Voyage dans le Laos (2 band, 1895-97), samt framför allt det stora sammanfattande arbetet Le Cambodge (3 band, 1900-04) och, tillsammans med Antoine Cabaton den viktiga Dictionnaire čam-français (1906).